# メーガン・ジョーンズ
メーガン・ジョーンズ（Megan Jones、1996年10月23日 - ）は、イングランドの女子ラグビー選手。

## プロフィール
- ウェールズ・カーディフ出身[1]。
- ポジションはスタンドオフ(SO)。
- 身長 160cm、体重 67kg
- 7人制イングランド代表に選ばれたことがある[2]。
- イングランド代表に選ばれたことがある。

## 略歴
2017年、女子ラグビーワールドカップ2017のイングランド代表に選ばれた。
2021年、東京五輪の7人制女子イギリス代表スコッドに選ばれて共同主将を務めた。
2024年、パリ五輪の7人制イギリス代表に選ばれた。